# 第7回ジャパンボウル
第7回ジャパンボウルは1982年1月17日、横浜スタジアムで行われたカレッジフットボールのオールスター東西対抗戦。NCAA加盟校から4年生69人が出場した。西軍が28-17で勝利した。

## 試合開催前の話題
東軍からは、初めて全米チャンピオンになったクレムゾン大学、ペンシルベニア州立大学、ジョージア大学などから、西軍からは全米2位のテキサス大学、ワシントン大学、ネブラスカ大学、アイオワ大学などから選抜された69人が出場した。
東軍では全米4位の1試合平均144.2ヤードを走り、野球でも活躍、全米学業優秀選手に選ばれたエール大学のRBリッチ・ダイアナ、全米5位の1試合平均133.2ヤードを走った海軍兵学校のRBエディ・メイヤーズ(Eddie Meyers)、ノートルダム大学のOLフィル・ポゼラックが注目された。西軍ではネバダ大学ラスベガス校のQBサム・キング(Sam King)とベイラー大学のWRウォルター・アバクロンビー、UCLAのウィリー・カラン(Willie Curran)、アイオワ大学のアンドレ・ティペットが注目された。

## 試合経過
東軍は3回リードしたが、試合開始前にアメリカ国歌を歌ったウォルター・アバクロンビーが第4Qに中央突破で2TDをあげて、28-17で逆転勝利をあげた。
第3Qに西軍は、サム・キングがハワイ大学のゲイリー・アレンや、アーカンソー大学のダリル・メイソン(Darryl Mason)にパスを通し、残り33秒にメイソンがTDパスをキャッチし、14-10と逆転した。東軍は第4Qにエディ・メイヤーズからジョージア大学のリンジー・スコットへのリバースプレーでTDをあげた。次のキックオフリターンで、西軍はネバダ大学ラスベガス校のマイケル・モートンが、敵陣44ヤードまでリターンすると、ランとキングのパスを織り交ぜてゴール前2ヤードまで前進、3分6秒にアバクロンビーがTDをあげ、アーカンソー大学のブルース・レイヘー(Bruce Lahay)がTFPを成功し、21-17と逆転した。西軍は、11分8秒にもアバクロンビーの1ヤードランでTDをあげて28-17で勝利した。